# Marc Stenger
Pour les articles homonymes, voir Stenger.

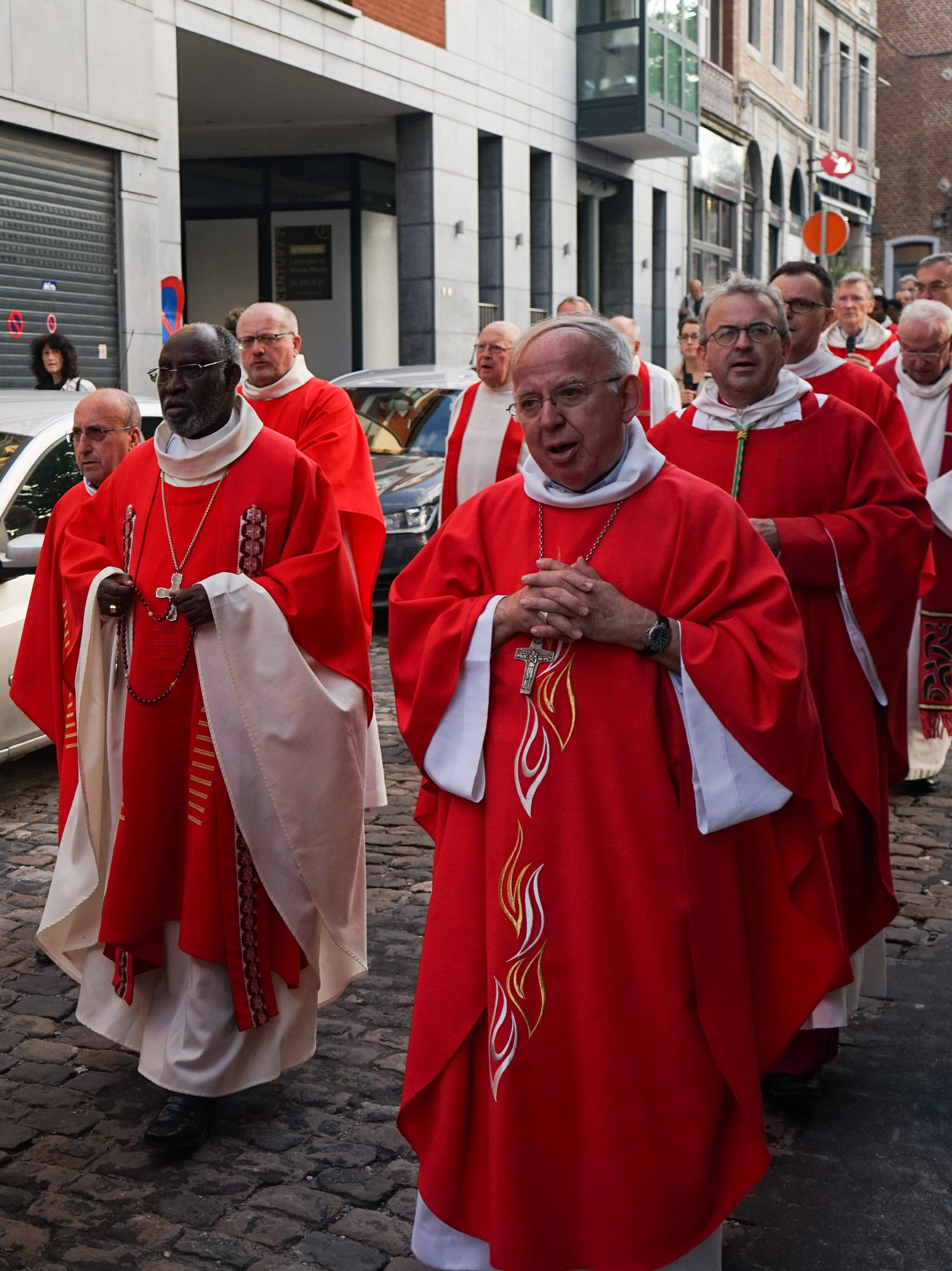
Monseigneur Stenger, à droite sur la photo, lors de la Fête Dieu de Liège en juin 2019. (Photo Philcotof)

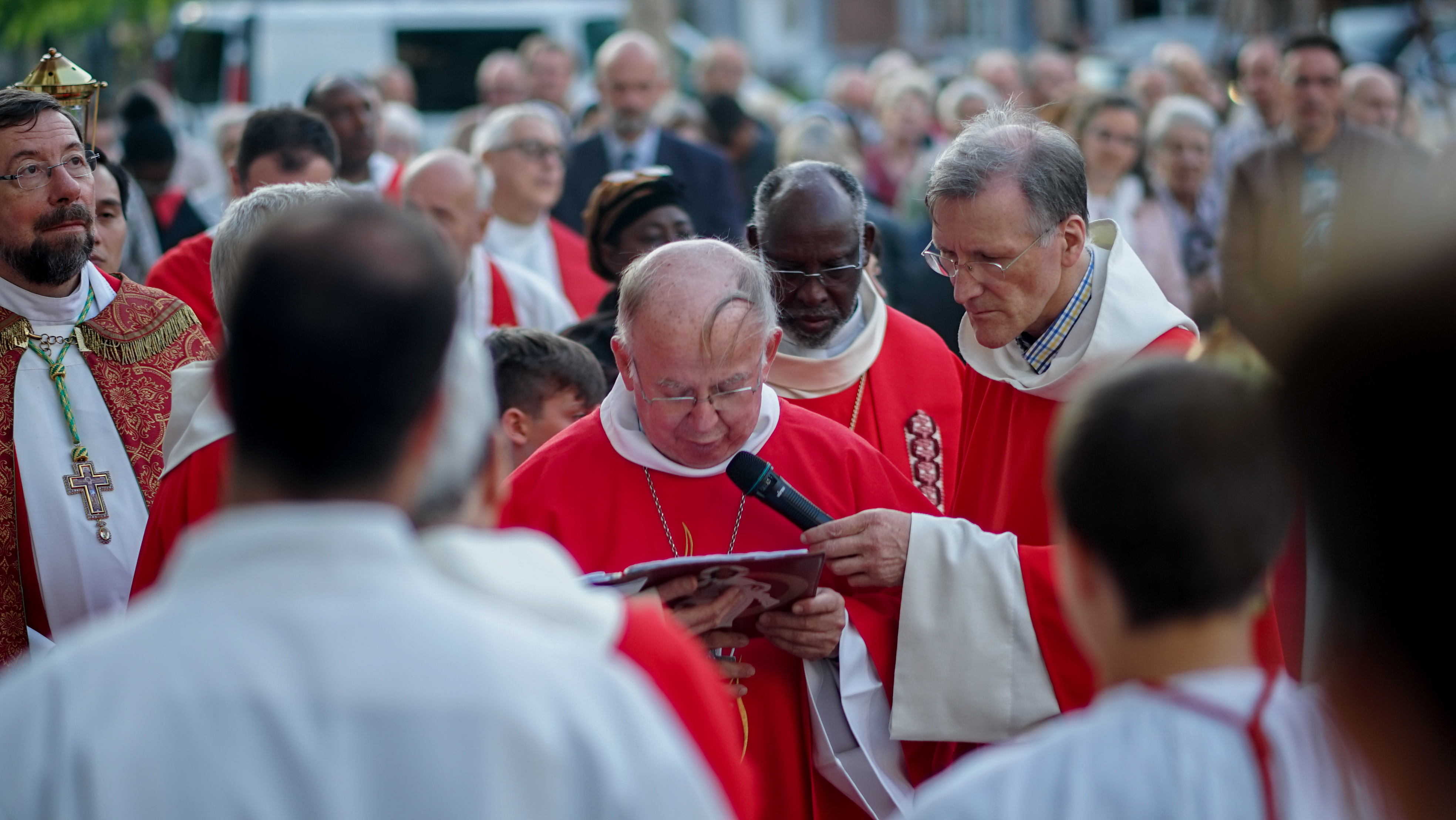
Mgr Marc Stenger 113e évêque de Troyes lors de la procession de la Fête Dieu de Liège en 2019.

Marc Stenger, né le 27 août 1946 à Phalsbourg en Moselle, est un évêque catholique français, évêque de Troyes de 1999 à 2020.

## Biographie

### Formation
Fils de Jules Stenger, directeur commercial, et de son épouse, née Camille Freund, Marc Stenger naît le 27 août 1946 à Phalsbourg en Moselle germanophone. Après avoir étudié à Paris d'abord à l'École pratique des hautes études et avoir obtenu une licence de lettres, Marc Stenger a suivi ses études de théologie en France au Séminaire des Carmes et à Institut catholique de Paris et en Italie, au Séminaire français de Rome et à l'Université pontificale grégorienne, obtenant une licence de théologie.

### Principaux ministères
Marc Stenger est ordonné prêtre le 28 juin 1975 pour le diocèse de Metz, exerce différents ministères. Il commence en tant que vicaire de la paroisse de l’Immaculée-Conception à Metz de 1975 à 1981. Il devient ensuite membre de l’équipe de formation du séminaire français à Rome de 1981 à 1984, puis du grand séminaire de Metz de 1984 à 1990; ainsi que vicaire épiscopal chargé de la pastorale de la jeunesse de 1984 à 1998. Entre 1985 et 1992, Il est également responsable diocésain, puis régional, en Alsace-Lorraine, de la formation des jeunes prêtres ainsi que curé de la paroisse Notre-Dame de Metz de 1990 à 1992. 
De 1992 à 1999, il reprend sa charge de Supérieur du grand séminaire de Metz.
Nommé évêque de Troyes le 30 avril 1999, il est consacré le 5 septembre suivant par son prédécesseur, Gérard Daucourt.
Au sein de la Conférence des évêques de France, il est membre de la Commission pour la mission universelle de l'Église et président de Pax Christi pour la France. Il est aussi président du Comité épiscopal France Amérique latine (CEFAL).
Il est nommé chevalier de la Légion d'honneur à la promotion du nouvel an 2009.
Le 24 novembre 2020, Marc Stenger est victime d’un AVC. Le 28 décembre 2020, le pape François accepte la démission de la charge pastorale d’évêque de Troyes que lui a présentée Marc Stenger pour raison de santé.

## Prises de position

### Vis-à-vis de la paix
Comme président de Pax Christi, Marc Stenger a salué la résolution A/53/25 de l'Assemblée Générale du 10 novembre 1998 de l'Organisation des Nations unies (ONU) proclamant « la période 2001-2010 décennie internationale de la promotion d'une culture de la non-violence et de la paix au profit des enfants du monde ». 
Il a publié à ce sujet un document pour contribuer à la réflexion sur ce sujet et proposer quelques indications sur le chemin nécessaire pour passer d'une culture de violence, qui accompagne l'humanité depuis son origine, à une vraie culture de paix.

### Vis-à-vis des chrétiens d'Irak
Début 2008, au nom de Pax Christi, il a dénoncé la situation des chrétiens en Irak qui se sentent abandonnés, en soulignant leur rôle de médiation entre les cultures orientales et occidentales.

### Vis-à-vis de la Colombie
Après un séjour de dix jours en Colombie en 2002, il livre ses réflexions sur la situation du pays. Il souligne que l'établissement de la paix passe nécessairement par le respect des droits de l'homme et la possibilité donnée à « tout l'homme et à tous les hommes » d'être reconnus.

### Vis-à-vis de l'écologie
Il a dirigé un ouvrage collectif préfacé par Nicolas Hulot, intitulé Planète vie, planète mort : l'heure des choix, édité au Cerf en 2005, dans lequel il restitue l'écologie dans une perspective chrétienne, le respect de la Création.
Depuis novembre 2009, il anime un groupe de travail sur « écologie et environnement », composé de Pierre-Marie Carré, archevêque de Montpellier, Jean-Louis Papin, évêque de Nancy et Toul, Gilbert Louis, évêque de Chalons en Champagne, Jean-Claude Boulanger, évêque de Bayeux et Lisieux, Jean-Pierre Grallet, archevêque de Strasbourg et Pascal Wintzer, archevêque de Poitiers.

## Publications
- Planète vie, planète mort : l'heure des choix, éditions du Cerf, 2005
- Écologie et création - Enjeux et perspectives pour le christianisme aujourd'hui, Parole et silence, 2008

## Distinction
- Chevalier de la Légion d'honneur (Décret du 31 décembre 2008[5]) Promotion du nouvel an 2009.